# Hun Yuan
Chang Yi-Jui, más tarde conocido como el Gran Maestro Hun Yuan (nacido el 2 de febrero de 1944 en Zhongliao, Nantou, Taiwán), es el fundador del Weixinismo, también conocido como Weixin Shengjiao (唯心聖教), uno de los mayores nuevos movimientos religiosos taiwaneses. También es autor de varios libros sobre I Ching y Feng Shui y un prolífico pintor.

## Vida
Chang Yi-Jui nació el 2 de febrero de 1944 en la comuna de Zhongliao, condado de Nantou, Taiwán. Durante los primeros treinta y ocho años de su vida, no estaba particularmente interesado en la religión, aunque desarrolló un temprano interés en la sabiduría filosófica y práctica de los sistemas chinos tradicionales I Ching y Feng Shui. En 1963, se graduó en el Departamento de Investigación de Topografía de la escuela secundaria superior profesional industrial Kuang-Hwa en la ciudad de Taichung, Taiwán. Él permaneció en la escuela como profesor de Ingeniería de Medición. También fue el fundador de Zhong Xin Measuring Ltd., conocida como la primera compañía de topografía en Taiwán. 
Su carrera profesional se detuvo inesperadamente en 1982, cuando Chang cayó gravemente enfermo. Atribuyó su recuperación aparentemente milagrosa a una intervención divina, y decidió entonces consagrar su vida a la religión. Afirmó haber recibido revelaciones de Guiguzi, un nombre que indica un libro de estrategia militar escrito entre finales del período de los Reinos combatientes y el final de la Dinastía Han y, por extensión, su autor real o mitológico, posteriormente deificado en la religión tradicional china. Chang entonces fue a una peregrinación al Monte Dawu, en el condado de Taitung, Taiwán, acompañado por algunos amigos. En la montaña, afirmó haber recibido una nueva revelación. Él divulgó que el Emperador de Jade, un personaje popular en la religión popular china, lo exhortó a "nunca ser egoísta" y a "animar a la gente a la auto-cultivación". 
En 1983, Chang comenzó a poner en práctica su promesa de dedicar su vida a la religión. Abrió una sala de oración llamada Yi Yao She en la ciudad de Taichung, donde comenzó a enseñar I Ching y a ofrecer servicios de adivinación a los seguidores que había reunido. Un año después, Yi Yao She fue renombrado Templo de Shennong y Chang afirmó haber recibido el nombre y título budista de "Gran Maestro Hun Yuan" por revelación divina. Afirmó estar unido místicamente con el bodhisattva Wang Chan Lao Zu, quien una vez había encarnado en la Tierra como Guiguzi, y recibir revelaciones regulares de él. 
En 1987, se levantó la ley marcial en Taiwán, y se permitió al Gran Maestro Hun Yuan expandir sus actividades y eventualmente registrar legalmente un movimiento conocido como Weixin Shengjiao, o Weixinismo, literalmente "Sagradas Enseñanzas del Corazón (o la Mente) Solamente”. El movimiento abrió su nueva y más grande sede en 1987 en el Condado de Nantou, donde el Templo de Hsien Fo fue inaugurado. Eventualmente, fue seguido por 42 sucursales, donde se realizan rituales religiosos y ofrecen cursos de I Ching y Feng Shui de forma regular. En 1993, Hun Yuan celebró lo que él llamó la Ceremonia de Canto de 99 días y enseñó sus primeras clases de investigación en I Ching y Feng Shui. El libro La cosmovisión Feng Shui, publicado en 1995, consagró a Hun Yuan como uno de los maestros del Feng Shui más populares de Taiwán. En el mismo año, la convención "Propagando el Dharma del Feng Shui para el Hogar" en el Estadio de Linkou, Taipéi, atrajo una muchedumbre de 36.000.

## Weixinismo
Hun Yuan es conocido principalmente como el fundador y líder del Weixinismo o Weixin Shengjiao, una nueva religión taiwanesa de rápido crecimiento con presencia entre la diáspora china en otros países y con algunos seguidores occidentales en los Estados Unidos, Canadá, Australia y España. Su membresía global es "alrededor de 300.000, con una audiencia más grande estimada por el Ministerio de Asuntos Internos de Taiwán en 1.000.000”. Weixin Shengjiao ha sido descrito como una institucionalización de la religión folklórica tradicional china, centrada en el culto de Guiguzi y de los Tres Ancestros Chinos, el Emperador amarillo, Yandi (Shennong) y Chi You, y sobre la divulgación de I Ching y Feng Shui como sistemas de práctica y no solo sabiduría filosófica. El canon de Weixin Shengjiao incluye escrituras del budismo, confucianismo, y taoísmo, así como el gran cuerpo de revelaciones que Hun Yuan proclama recibir de Guiguzi, recogido en los dieciséis volúmenes del Sutra del Apocalipsis. Todos los discursos y escritos, y de hecho todas las expresiones diarias, de Hun Yuan, se recogen en el Weixin Dao Zang, que en 2017 había alcanzado el extraordinario tamaño de más de 18.000 volúmenes. Además, Hun Yuan es el autor de varios volúmenes que popularizan el I Ching y el Feng Shui. Uno, recogiendo sus conferencias sobre Feng Shui, fue traducido al inglés en 2016.

## Establecimientos de Educación
En 1996, Hun Yuan fundó un establecimiento de educación continua conocido como Universidad de I Ching, mientras que la institución paralela, Weixin College, sirvió como un establecimiento académico para el estudio de I Ching y Feng Shui y fue acreditado como universidad por el Ministerio de Educación de Taiwán en 2013. El movimiento afirmó que, desde su fundación hasta 2015, la Universidad de I Ching ha completado veintitrés cursos de un año de duración, y el número de sus estudiantes ha superado los sesenta mil. En el año 2016, la Universidad de I Ching comenzó a reconocer a "virtuosos compañeros de pingxin", es decir, los estudiantes que han estudiado allí durante 24 años y han aprendido a poner en práctica las enseñanzas.

## Programas de Televisión
En 1997, Hun Yuan comenzó lo que se convertiría en una larga carrera como profesor de I Ching y Feng Shui a través de la televisión. Se convirtió en una cara familiar para los televidentes taiwaneses, y en 1998 presentó sus ideas en el extranjero a través de su primera gira internacional. El movimiento afirmó que el número de programas de televisión y series de conferencias sobre el Feng Shui por Hun Yuan, que salían al aire en diferentes países alrededor del mundo en 2017, superó los quinientos.

## Actividades humanitarias
En 1996, Hun Yuan fundó la “Fundación de mérito china Tierra Pura en Este Mundo". Su objetivo original era propagar I Ching y Feng Shui. En 1999, sin embargo, el devastador terremoto de Chichi de 1999 golpeó a Taiwán. Hun Yuan movilizó a los miembros de la fundación y los envió a las zonas afectadas. Ellos enseñaron cómo reconstruir casas y edificios públicos antisísmicos usando los principios del Feng Shui, pero también proporcionaron ayuda a las familias afectadas. El movimiento informó que el número de familias taiwanesas que recibieron ayuda de la fundación superó los tres mil. En 2012, el nombre de la fundación fue cambiado a" Fundación de mérito Weixin Shengjiao ". El movimiento afirmó que el número actual de miembros es de alrededor de sesenta mil.

## Relaciones entre Taiwán y China
En 2001, basado en su interés por mejorar las relaciones entre Taiwán y China, Hun Yuan organizó en Taipéi lo que fue la primera de una serie de conferencias anuales sobre Guiguzi, con académicos de ambos lados del Estrecho de Taiwán, y llegó a un acuerdo con las autoridades de la provincia china de Henan para construir allí una Ciudad de la Cultura china, o Ciudad de los Ocho Trigramas (un nombre derivado del I Ching), con varios templos. 
En 2003, Hun Yuan estableció la Asociación Académica y de Investigación Gui Gu Zi, cuyo objetivo declarado es rastrear los orígenes y fundamentos de la cultura china. En particular, la Asociación compiló una lista de 15.615 nombres de clanes de familias chinas, 917 nombres de emperadores que gobernaron en China, y 3.762 guerras que plagaron la historia china. Estas listas para Hun Yuan también sirven a un propósito religioso. En 2004, organizó en el Estadio Linkou, Taipéi, la primera "Ceremonia de Adoración Unificada de los Antepasados para los chinos en el Siglo XXI," en honor a todos los antepasados de los pueblos chinos, particularmente aquellos que habían muerto en diferentes guerras. Multitudes de más de 30.000 asisten a estas ceremonias celebradas cada año el 1 de enero. Presidentes de la república de Taiwán y otros altos líderes políticos también han participado en las ceremonias.
En 2012, Wu Ching-ji, entonces Ministro de Educación de Taiwán, anunció durante una conferencia sobre el Feng Shui que Hun Yuan había sido nominado como candidato para el Premio Nobel de la Paz de 2013 (que finalmente fue otorgado a la Organización para la Prohibición de Armas Químicas).

## Producción Artística
Hun Yuan es también un pintor prolífico. Aunque está arraigado en la tradición de la caligrafía china y pintura de los letrados, sus trabajos, a menudo representando dragones, son realizados en un estilo original. Él demuestra a menudo públicamente cómo se producen en algunos segundos con un solo movimiento del cepillo que aplica la tinta negra al papel Xuan (papel de arroz). Todas las sucursales de Weixin Shengjiao almacenan pinturas hechas por Hun Yuan, pero la colección más grande está ahora en el Museo de Weixin, un museo que es parte de la sede principal de Weixin Shengjiao en el Condado de Nantou. Los críticos, y el movimiento mismo consideran como la más significativa las 108 piezas en caligrafía de forma de dragón ruyi ("auspicioso", literalmente "todo va como uno desea"), quien incluye La Estable Nación del Dragón Dorado. Hun Yuan también ha producido diseños para edificios y jardines. El movimiento afirmó que el diseño de todo el paisaje del templo Hsien Fo se basa en un proyecto de Hun Yuan, quien insistió en que la disposición de los edificios debe corresponder con la forma de las montañas cercanas para crear una sensación de unidad armoniosa, basada en el Feng Shui y el Zen. El movimiento afirmó que Hun Yuan también suministró diseños para las dos “Ciudades Santas de los Ocho Trigramas” que Weixin Shengjiao está construyendo en Henan, China y en el Condado de Nantou, Taiwán.